# 樹機能
樹機能（じゅきのう、? - 咸寧5年（279年））は、中国西晋時代に活動した河西の鮮卑、禿髪部の大人。羌族とも。祖父に寿闐（じゅてん）、従弟に務丸。

## 生涯

### 時代背景
樹機能の部族は拓跋部と祖を同じくする鮮卑で、塞北から河西に遷り、その領土の東は麦田・牽屯、西は濕羅、南は澆河に至り、北は砂漠に接した。祖父の寿闐が布団の中で生まれた為、それに因んで「禿髪（とくはつ）」を氏とした（鮮卑語で布団を禿髪といった）。樹機能は勇壮かつ果敢で謀略を備え、祖父が死ぬと族長となった。
甘露年間以降（256年～）隴右で活動していた鄧艾は、政策として鮮卑数万人を移住させていた。泰始4年（268年）、鮮卑の危険性を憂いた傅玄は「安定郡から武威郡にかけての地域は胡族の隠れる場所が多く、討伐しても秦州刺史・胡烈が追いきれない可能性があるため、高平県の川一帯を郡に昇格させ、安定の西から徒民を募って民を増やし、さらに北への道を通して、上記三郡を秦州に加えるべきです」と上疏し、異民族への対策を述べた。

### 反乱の始まり
泰始6年（270年）6月、樹機能は晋に対して反乱（禿髪樹機能の乱）を起こし、秦州刺史・胡烈を薬蘭泥、白虎文と共に撃破して、高平県の万斛堆（沙山）で殺害した。この際、長安に都督関中雍涼諸軍事の司馬亮がおり、部将の劉旂と騎督・敬琰を救援に向かわせたが進軍せず、見殺しとなったため免官された。また、涼州刺史・蘇愉（蘇則の子）を金山（張掖郡）で破った。
朝廷では、都督秦州諸軍事・石鑒、田章、杜預、牽弘の他に、都督雍涼諸軍事・司馬駿（任命は秋7月）らを派遣して反乱に対応した。しかし、杜預は「すぐの討伐は不可能」と慎重論を唱えて石鑒に誣告され免官となり、石鑒自身が出撃するも勝てず、後に彼も虚偽の論功で免官となった。また、翌泰始7年（271年）4月、北地胡が金城を襲撃すると涼州刺史・牽弘が討伐に赴いたが、逆に樹機能、薬蘭泥、白虎文らに青山（北地郡）で包囲され敗死した。
こうした樹機能の乱に深く憂慮した司馬炎は秋7月、任愷の進言を受けて「秦、涼州は連年官軍が敗れ、胡虜が跋扈し、百姓の害となり被害は中原に及んでいる。呉、蜀の侵略ですらこれに及ばなかった。そこで文武に優れ、信頼できる重臣を派遣する（要約）」と詔を下し、賈充を都督秦涼二州諸軍事に任じて西方の抑えとしようとした。しかし、賈充はこれを望まず、荀勗らの謀で取りやめとなった。

### 晋の反撃
晋の諸将の敗戦が続く中、関中に腰を据えた司馬駿は将兵に農事を務めさせて機を待った。咸寧元年（275年）、樹機能は再び活動を始めたが、司馬駿の軍に敗れ3000人が斬られた。その後、司馬駿の兵士7000人が涼州の守兵と交代となると、樹機能と侯弾勃らは関中の屯田兵を襲撃した。しかし、平虜護軍・文鴦（文俶）が督する涼、秦、雍州の三方面の諸軍が樹機能らを威圧したため（『資治通鑑』では撃破）、同2月に樹機能は侯弾勃や二十の部族を送って、各々人質を差し出し晋に降伏した。このとき、安定、北地、金城郡の諸胡の吉軻羅、侯金多および北虜の熱冏ら二十万口もまたやって来て降服した。
咸寧3年（277年）3月、樹機能らは再び反乱を起こすも、それぞれ文鴦に撃退された。しかし、この年に司馬駿は入朝することとなり、代わって司馬泰が関中に赴任する。翌年（278年）6月、涼州刺史・楊欣と羌族とが不和となり、樹機能と若羅抜能は武威郡（姑臧県から西北の刪丹嶺）で交戦し、楊欣を敗死させた。朝廷では劉淵に匈奴を率いさせる案も出たが、「仮に討伐できても劉淵自身が涼州で独立する」との懸念が出たため起用はされなかった。咸寧5年（279年）春正月、樹機能は涼州を陥落させ、晋朝は涼州一帯との連絡が途絶える事態となった。
同年（279年）、馬隆は樹機能討伐に名乗り出ると、三千ほどの兵を連れて西行し温水を渡った。樹機能などの首領はそれぞれ数万を擁しており、険阻な土地や伏兵を使って馬隆軍の進軍を阻んだが、馬隆の兵法と弓弩に優れる部隊に幾度も破られ千人以上が死傷した。また、磁石を用いた奇策などが相次いで使われたため、馬隆を神のごとく恐れ、武威郡に到着すると酋長の猝跋韓、且萬能らは一万余りの落を率いて降伏し、その他に誅殺されたものや帰順したものは数万人に上った。連戦の末の冬12月、樹機能は率善戎（晋に帰順した異民族の称号）・没骨能らと大いに戦うも敗死し、約10年にわたる涼州の乱は平定された。その後は従弟の務丸が部族を統率し、子孫の禿髪烏孤が南涼を建てた。